# Willem Frederik Breman
Willem Frederik Breman (Amsterdam, 27 september 1888 – Trier, 8 september 1962) was een Nederlands musicoloog, die ook actief was als dirigent en componist. Na zijn korte militaire carrière bewoog hij zich nog uitsluitend in culturele en later ook antroposofische kringen. Hij stond bekend als groot kenner van de vocale kunst en de fenomenologie van de liedkunst. Als dirigent koos hij vaak werken uit die in Nederland nog onbekend waren. Zijn hele leven heeft zijn streven naar perfectie het realiseren van een omvangrijk oeuvre in de weg gezeten.

## Opleiding
Als jongen kreeg Breman pianoles van Kor Kuiler. Als dertienjarige was hij al in staat met een operazanger die naar het festival in Bayreuth wilde, het gehele Wagnerrepertoire in te studeren. Jong als hij was, was Breman niet alleen een kenner van Wagner, maar ook een fanatiek Wagneriaan. Later begeleidde hij vele zangers en zangeressen, onder wie de mezzosopraan Julia Culp.
Tegen zijn kunstzinnige natuur moest Breman van zijn dominante vader een opleiding volgen aan de Cadettenschool (Alkmaar) en vervolgens aan de Koninklijke Militaire Academie te Breda, waar hij een klasgenoot was van Albert Plesman.

## Eerste Wereldoorlog
Tijdens de Eerste Wereldoorlog deed hij dienst in Friesland. Ook was hij enige tijd gelegerd in Bergen op Zoom, waar hij de avonden voor de manschappen wist te korten met chansons. Hij begeleidde daarbij Jean-Louis Pisuisse, die een blijvende indruk op hem maakte.  Pisuisse, die zelf als enige zoon niet in dienst hoefde en toen hij zich vrijwillig aanmeldde, werd afgekeurd, had besloten langs de garnizoenen te trekken om zo de soldaten een hart onder de riem te steken. Pisuisse kreeg hiervoor later het Mobilisatiekruis.

## Het Gooi
In 1921 verliet Breman de krijgsmacht en vestigde zich in Het Gooi, waar zijn oom Co Breman woonde. Hij studeerde harmonie en compositie bij Sem Dresden. Met zijn tante Lizzy Breman-Schouten, de echtgenote van Co Breman, waagt hij zich aan het marionettenspel, maar getuige een verslag in het Algemeen Handelsblad was het “niet geheel wat men wenschte”.

### Dirigent
Een tijd lang begeleidde hij het Toonkunstkoor dat onder leiding stond van Willem van Warmelo, om van 1924 tot 1931 het koor zelf te dirigeren.  Over een onder zijn leiding in 1927 gegeven concert schreef het Algemeen Handelsblad: “Ten slotte een enkel woord over den jongen dirigent. Breman blijkt, zoowel door de keus van de werken als door de zeer intelligente historische opmerkingen in het programma een ongewoon ontwikkeld dirigent. En het resultaat van zijn studie met het koor behoort tot het beste, wat ik ooit ‘in de provincie’ meemaakte. Eigenlijk heb ik me over het nuttig effect van zijn dirigeertrant wat verbaasd: Breman's wijze van slaan is zeer barok, ondanks de merkbare wil tot soberheid; de dirigent boetseert als ’t ware zijn zangers het gezongene voor, echter met voortdurend vlakke handen (zonder stok), desnoods met veronachtzamen der klassieke schema’s; het koor schijnt er echter geheel op ingesteld te zijn.”
Eerder was de recensent van De Gooi- en Eemlander minder lovend geweest toen Breman eens met zijn koor Glucks “Orpheus" had uitgevoerd. “Van de Orpheus-uitvoering van gisteravond zal den heer Breman hebben geleerd dat hij nog te hoog heeft gegrepen en hij ook als leider zijn krachten heeft overschat. Ongetwijfeld zal hij partij trekken van hetgeen deze uitvoering hem heeft geleerd en het voetballers-devies: “houd er den moed maar in" zal hem sterken in zijn streven om van de Larensche Toonkunstafdeeling te maken, wat hij er zich van voorstelt. Voor een dirigent die weet wat bescheidenheid beteekent en zich bewust is dat het alleen gaat om de kunst zelve en het persoonlijke moet worden uitgeschakeld, is er inderdaad in Laren nog wel iets te bereiken.”
Breman leidde ook het Gooisch Vocaal-Kwartet, dat zaterdag 17 maart 1928 een uitvoering gaf voor de VARA. Uiteraard was het sociaaldemocratisch dagblad Voorwaarts van 24 maart lovend in zijn radiobespreking: “Breman doceerde eenvoudig en prettig. (…) Breman moet al die luisterende gezichten van mannen en vrouwen uit de arbeidende klasse gezien hebben, hun aandacht, hun begeerte om te begrijpen, hun bewondering en vreugde bij zooveel schoonheid. (..) Dat wij nog dikwijls de prettige stem van Breman mogen hooren!”
Later gaf hij ook leiding (tot medio 1930) aan het Liederen- en Oratoriumkwartet, dat bestond uit To van der Sluys (sopraan), Frl. Jacoba Repelaer van Driel (alt),Marcus Plooyer (tenor) en Hendrik Koning (bas).
Op 1 februari 1931 stopte hij als dirigent van het Toonkunstkoor, vanwege onvoldoende bezetting van de groep mannenstemmen, maar dat hij naar Den Haag was verhuisd zal ook een rol hebben gespeeld. Hij werd op 1 april opgevolgd door de man die hij zelf in 1924 was opgevolgd, Willem van Warmelo.

### Componist
In zijn Gooise periode publiceerde Breman  bij uitgeverij Alsbach vijf composities van liederen, die door De Telegraaf als “uitingen van een fijnen geest en  een nu reeds  voortreffelijke compositie-techniek”.

### Docent
Breman gaf ook muziekgeschiedenis aan de Larense Muziekschool. Leerlingen uit die tijd herinneren zich zijn fenomenale kennis van de Italiaanse opera en van de cultuurgeschiedenis van Italië van de Middeleeuwen en Renaissance.

## Den Haag
Na het neerleggen van de leiding van het Toonkunstkoor in Laren, werd Breman actief in het Haagse kunstleven. Hij deed dat vanuit zijn huis aan de Prins Mauritslaan (nummer 82), waar hij na zijn verhuizing uit Blaricum in maart 1929 ging wonen, en later vanuit zijn kapitale villa aan de Wagenaarweg (nummer 30). De keuze voor de Prins Mauritslaan is wellicht niet toevallig. Op nummer 73 woont de componist en toonkunstenaar Bernhard van den Sigtenhorst Meyer met zijn vriend, de dichter, zanger en schilder Rient van Santen (1882-1943), die in hun huis een kleine concertzaal hadden gebouwd, dat zo een cultureel trefpunt in Den Haag vormde.
Al snel was Breman in Den Haag weer actief als dirigent, onder meer van het Haagsche Onderwijzers-Zangvereeniging en van een damessolistenkoor. Ook is hij actief als vicevoorzitter van concertvereniging Kunst in intiemen Kring, op 9 januari 1928 opgericht.
In zijn autobiografische roman Blijf niet zitten waar je zit noemt Adriaan van der Veen Breman. Nadat hij heeft geschreven over de vriendschappen met de familie van Hans Lodeizen en Harro Bouman, de advocaat van L.A. Ries die Van der Veen in New York had leren kennen, schrijft Van der Veen: "Hun manier van leven, met dezelfde voornaamheid die niets met deftig burgerdom had te maken, vonden we ook in een vriendenkring geconcentreerd in het Jugendstilhuis aan de Haagse Wagenaarweg, eerst met Willem Breman, de musicoloog en zijn vrienden, mensen die door hun voorbeeld, smaak en eruditie tot mijn opvoeding zeker verder bijdroegen, zonder dat ze dit zelf vermoedelijk beseften. Ze stuitten niet zo makkelijk op tegen mijn onzekerheden. Ik zag niet kritiekloos tegen ze op. Willem Breman had grootse, ontroerende en komische karaktertrekken in zijn passie voor en onvoorstelbaar grote kennis van muziek, waaraan hij onmogelijk de vorm kon geven die was vereist; maar ik had sympathie voor wat erop aankwam: een non-conformisme waarbij een levensstijl van Haagse goede familie niet in de weg stond. Ze waren als de Lodeizens in het bezit van voorrechten die ze helemaal niet als privileges zagen, maar als het leven zoals het werd geleefd”.
Breman gaf zijn hele leven lezingen. Hij was een groot kenner van Ravel en Debussy en heeft in 1954 in Parijs Pelléas et Mélisande van Debussy zo voorgedragen aan de vleugel dat de Franse critici moesten bekennen dat ze “nog nooit iemand ontmoet hadden, die dit werk zo grondig kende”. In 1937 gaf Breman met enkele vocalisten in Den Haag  de eerste uitvoering in concertvorm van  L’heure espagnole van Ravel.
Ook in 1954 voerde Breman een proces om vier schilderijen, die hij in 1941 had gekocht bij de kunsthandel erven N.E.B. Kats. Een van de schilderijen, een landschap, werd toegeschreven aan de zeventiende-eeuwse meester Philips de Koninck. Later kwam Breman erachter dat Museum Boijmans Van Beuningen blijkbaar het origineel van dit schilderij had. Bremen eiste vrijdag 17 september voor het gerechtshof in Den Haag dat de kunsthandel het schilderij zou terugnemen. De rechtbank in Rotterdam had deze eis eerder afgewezen omdat 'de verkoper van een schilderij uit vroeger eeuwen alleen het vertrouwen kan wekken, dat het desbetreffende schilderij ten tijde van de verkoop beschouwd wordt als een schilderij van een befaamde meester, maar dat hij niet het vertrouwen kan wekken, dat in de toekomst deskundigen niet van oordeel zullen blijken, dat het verkochte doek afkomstig is van deze meester, omdat gebleken is, dat bij herhaling het inzicht van deskundigen omtrent een schilderij zich kan wijzigen, en dat dit kan worden toegeschreven aan een andere meester of kopieerder'. Het hof bepaalde dat beide partijen onderling overeen moeten komen dat de kunsthandel alle vier de schilderijen terugneemt. De advocaat van de kunsthandel ging daarmee akkoord.

## Christiaan Grootveld
Breman woonde in Den Haag (Wagenaarweg 30) samen met de Nederlandse pianist en pianoleraar aan het Rotterdamse conservatorium Christiaan Grootveld. Een andere huisgenoot, die in elk geval daar in 1949 al woonde, was mr. A. H. van Gelder, directeur financiën bij de KLM. Chris Grootveld werd op 23 oktober 1905 geboren in Hilversum en was een zoon van Johanna Wilhelmina Kruiniger en Albertus Arie Grootveld, die op 15 juli 1933 op 69-jarige leeftijd in Laren (Noord-Holland) is overleden. Zelf overleed Christaan Grootveld, dertien jaar na Breman, op 20 april 1975 in Blois (Frankrijk). Hij is op 28 april "in stilte" in Den Haag begraven.
Breman en Grootveld kenden elkaar al in de jaren twintig. Want op 1 maart 1927 dirigeerde Willem F. Breman, zoals hij werd genoemd in de advertentie van de Afdeling Laren en omstreken van de Maatschappij tot Bevordering der Toonkunst in De Gooi- en Eemlander, een concert in de grote zaal van Hotel Hamdorff in Laren, waarbij Chr. Grootveld, zoals zijn "artiestennaam" destijds luidde, als pianist optrad. Recensent C.H. in het Algemeen Handelsblad vond dat "de jonge pianist (…) een goede techniek en een subtiel stijlgevoel" had.
Grootveld was een leerling van Tobias Matthay en Karl Leimer.Een aantal pianisten noemt zich op zijn beurt "leerling" van Grootveld, onder wie Rien Wulffraat (1942) van het Simeonkwartet; Wouter Blacquière (1944), die Grootveld "uitermate belangrijk" noemt voor zijn vorming omdat hij een "pianoleraar [was] die zijn leerlingen een groot inzicht [gaf] in de “binnenkant” van de muziek"; de dirigent Bob Brouwer, oprichter en promotor van de Rotterdamse Piano3daagse en schrijver van het boek Pianistisch Perspectief: Toonaangevende analyse van de pianotechniek volgens de inzichten van Tobias Matthay ; en de componist Klaas de Vries. Grootveld gaf ook les, voor zij met haar echtgenoot Jérôme Heldring in 1949 naar New York vertrok, aan Suzanna Sophia ('Fiet') Heldring-Van den Broek (1921-2013).

## Familierelaties
Breman is de oudste zoon van de stadsarchitect van Amsterdam Evert Breman en Martha Maria Neumeijer en is een neef van Co Breman, Everts broer, op wiens begrafenis in 1938 hij namens de jongere generatie sprak Zoals zijn jongere broer Leendert Johannes Breman is vernoemd naar de vader van hun moeder, is Willem Frederik Breman genoemd naar hun grootvader aan vaderskant W.F. Breman, die op 12 februari 1875 op 46-jarige leeftijd in Zwolle overleed en een aannemersbedrijf had. Evert en Co Breman hadden een broer die naar hun vader ook W.F. Breman heette. Deze W.F. Breman overleed op 27 november 1894 op 23-jarige leeftijd in Amsterdam, waar hij werkte als tijdelijk opzichter 3de klasse bij de publieke werken van de gemeente.

## Overlijden
Breman overleed op 8 september 1962 in Trier op een terugreis van Italië, waar zijn broer Leendert Johannes Breman woonde, naar Nederland. Hij is gecremeerd in Velsen op 12 september 1962. De vocaliste Johanna de Geus roemde in een necrologie zijn humor, zijn imitatievermogen en vooral zijn hartstochtelijk getuigen voor zijn persoonlijke opvattingen.

## Composities, een selectie
- Ons leger. Concertmars. Voor piano, uitgeverij Alsbach, Amsterdam, 191?.
- Eenzame nacht. Tekst van Pieter Cornelis Boutens. Voor bariton (alt of mezzosopraan) en piano, uitgeverij Alsbach, Amsterdam, 1927. Opgedragen aan P.C. Boutens. Jaar van compositie: 1923.
- Egidius, waer bestu bleven? Voor tenor en piano, uitgeverij Alsbach, Amsterdam, 1927. Jaar van compositie: 1924.
- Oud driekoningen-lied. Voor zangstem en piano, uitgeverij Alsbach, Amsterdam, 1927. Opgedragen aan de moeder van de componist. Jaar van compositie: 1926.
- Venezia. Tekst van Willem de Mérode. Voor bariton (mezzo-sopraan of alt) en piano, uitgeverij Alsbach, Amsterdam, 1927. Opgedragen aan W. de Mérode. Jaar van compositie: 1926.
- Schlaflied für Mirjam, Berceuse pour Mirjam, Ninna nanna per Miriam. Tekst van Richard Beer-Hoffmann. Voor bariton en piano, uitgeverij Alsbach, Amsterdam, 1927. In memoriam de vader van de componist. Jaar van compositie: 1926.

## Publicaties, een selectie
Breman was te perfectionistisch om veel van zijn schrijfplannen tot een goede einde te brengen. Hij was eerder een prater, die met zijn lezingen zijn publiek wist te boeien, dan een schrijver.
- Wel voltooide hij De boodschap van het Wilhelmus. Een aanvullende studie, dat in 1951 verscheen bij uitgeverij A.A.M. Stols in Den Haag. De figuren in de tekst en uitslaande platen in dit boek zijn getekend door Francina van Davelaar. Breman droeg het boek op aan koningin Juliana, maar gaf het "in eigendom" 'terug' aan onder anderen Van Davelaar en Adriaan van der Veen.
- “De aanstaande Toonkunstuitvoering Laren” in De Gooi- en Eemlander, 19 december 1930.[30]
- Als francofiel wist hij veel van het Franse chanson, waarover hij niet alleen in eigen land[31] maar zelfs in Parijs lezingen hield. In zijn laatste jaren was hij bezig met een omvangrijk boek over het Franse chansons.[32] Na zijn overlijden vatten zijn vrienden het plan op om het boek alsnog uit te geven, maar blijkbaar is het er niet meer van gekomen.

## Archief
- De Koninklijke Bibliotheek in Den Haag bezit verscheidene composities van liederen van Breman, waarvan een is opgedragen aan Willem de Mérode en een andere aan Pieter Cornelis Boutens.
- Het Nederlands Muziek Instituut bezit enkele composities en heeft eveneens een map met correspondentie van Breman.[33]. Het gaat om twee brieven aan M.H. Chabron.[34]
- Het Meertensinstituut.
- Het Literatuur Museum. Brief aan Willem Lion Marinus Ernest van Leeuwen (1895-1974) en brief aan Leo Braat (1908-1982),[35]

- International Standard Name Identifier: 0000 0003 9665 9282
- Nederlandse Thesaurus van Auteursnamen: 071521240
- Virtual International Authority File: 291673772
- WorldCat: E39PBJg4gTygWJjbkWqH66CbBP